# FK Nadezhda-Dnepr
Maillots
Le FK Nadezhda-Dnepr est un club biélorusse de football féminin basé à Moguilev.

## Histoire
Le FK Nadezhda est fondé en février 1988. Le club remporte ses premiers titres au début des années 1990 avec deux doublés Championnat de Biélorussie-Coupe de Biélorussie en 1992 et 1993 suivie d'une victoire en Coupe en 1995.
Il faut attendre les années 2000 pour de nouveaux trophées avec une victoire en Coupe en 2004 et en Supercoupe de Biélorussie en 2005.
Le club est renommé en 2009 FK Nadezhda Sdjushor-7 puis en 2012 FK Nadezhda-Dnepr.

## Palmarès
- Championnat de Biélorussie de football féminin
  - Champion : 1992 et 1993
  - Vice-champion : 1994, 2002 et 2003
- Coupe de Biélorussie de football féminin
  - Vainqueur : 1992, 1993, 1994 et 2004
  - Finaliste : 2003 et 2008
- Supercoupe de Biélorussie de football féminin
  - Vainqueur : 2005
- Championnat d'URSS de football féminin
  - Vice-champion : 1991